# Prangos uloptera
Prangos uloptera är en flockblommig växtart som beskrevs av Dc. Prangos uloptera ingår i släktet Prangos och familjen flockblommiga växter. Inga underarter finns listade i Catalogue of Life.